# Паддлтон (фильм)
«Паддлтон» (англ. Paddleton) — американский комедийно-драматический фильм 2019 года режиссера Алекса Леманна. Сценарий фильма был написан Алексом Леманном в соавторстве с Марком Дюпласс. Исполнителями главных ролей стали Марк Дюпласс и Рэй Романо . Мировая премьера фильма «Паддлтон» состоялась на кинофестивале «Сандэнс» (англ. Sundance Film Festival)  1 февраля 2019 года  . На широкие экраны фильм был выпущен 22 февраля 2019 года компанией Netflix под в целом благоприятные отзывы критиков  .

## Сюжет
Фильм рассказывает об очень сложном отрезке времени для двоих друзей Майкла и Энди. Они соседи, которые коротают вместе время, едят пиццу и смотрят кино по телевизору, они создали небольшой мир вокруг себя, придумали игру с теннисным мячиком и ракетками - Паддлтон, шутили и просто были рядом друг с другом. Майклу диагностируют рак в последней неизлечимой степени и выписывают рецепт на таблетки, которые являются смертельными в определенных количествах. Майкл просит своего лучшего друга и соседа, Энди, быть рядом в последние отведенные ему недели и дни жизни, помочь купить и принять смертельные таблетки. 

## В ролях
- Марк Дюпласс в роли Майкл Томпсон;
- Рэй Романо в роли Энди Фриман;
- Кристин Вудс в роли доктора Хаген;
- Кадим Хардисон в роли Дэвида;
- Маргерит Моро в роли Кирстен;
- Александра Биллингс в роли Джуди